# Balonmano Ciudad de Almería
Balonmano Ciudad de Almería (deutsch: Handball Stadt Almería) war ein spanischer Handballverein aus Almería.

## Geschichte
Der Verein wurde im Jahr 1991 gegründet. Er trat ab 1994 in der División de Honor B an, in der Saison 2001/2002 erstmals in Spaniens erster Liga, der Liga Asobal, stieg aber direkt wieder ab. Ab der Saison 2003/2004 trat der Verein erneut in der höchsten Spielklasse an. Nach der Saison 2007/2008 stand der als Keymare Almería angetretene Verein als sportlicher Absteiger aus der Liga Asobal fest, er nahm jedoch den durch den wirtschaftlichen Abstieg von CB Cantabria Santander frei gewordenen Platz in Spaniens höchster Liga an, stieg dann aber nach der Saison 2008/2009 endgültig ab. Nach einer Spielzeit in der División de Honor Plata, der zweiten Liga Spaniens, folgte der Abstieg in die Primera División Nacional und dort dann im Jahr 2009 die Auflösung des Vereins aufgrund wirtschaftlicher Schwierigkeiten.

## Spieler
Zu den Spielern beim Verein zählten Filipe Cruz (2003–2004), Víctor Hugo López (2003–2005), Dimitrije Pejanović (2003–2007), Daniel Sarmiento (2003–2007), César Montes (2004–2006), Jesús Martínez de la Cal (2004–2007), Velimir Rajić (2005–2008), Mike Bezdicek (2005–2006), Adrià Figueras (2007–2008), Ivan Nikčević (2007–2008), Antonio Ugalde (2007–2008), Seufyann Sayad (2007–2008), Alexander Tioumentsev (2007–2009) und Adrián Crowley (2008–2009).

## Spielstätte
Heimspielstätte der ersten Mannschaft war der Pabellón Municipal Rafael Florido.